# Opsebius pepo
Opsebius pepo är en tvåvingeart som beskrevs av Friedrich Hermann Loew 1870. Opsebius pepo ingår i släktet Opsebius och familjen kulflugor.
Artens utbredningsområde är Spanien. Inga underarter finns listade i Catalogue of Life.